# WestJet
WestJet è una compagnia aerea canadese con sede a Calgary. I suoi hub principali sono l'Aeroporto Internazionale di Calgary e l'Aeroporto Internazionale di Toronto-Pearson.

## Storia

### Primi voli: 1996-1999
WestJet è stata fondata il 27 luglio 1994 da Clive Beddoe, David Neeleman, Mark Hill, Tim Morgan e Donald Bell con l'obiettivo di realizzare una compagnia aerea a basso costo mentre le sue rotte iniziali erano operate nel Canada occidentale, le quali hanno dato il nome all'aerolinea. Le operazioni di volo sono iniziate il 29 febbraio 1996 con una flotta di tre Boeing 737-200 verso Calgary, Edmonton, Kelowna, Vancouver, Winnipeg, Regina, Saskatoon e Victoria. Tuttavia a settembre dello stesso anno, la flotta di WestJet è stata messa a terra a causa di un disaccordo con Transport Canada sui requisiti del programma di manutenzione degli aeromobili per due settimane. All'inizio del 1999, Clive Beddoe si è dimesso da CEO della compagnia aerea ed è stato sostituito dall'ex dirigente di Air Ontario Steve Smith. Inoltre, sempre nello stesso anno, sono state inaugurate nuove rotte verso Thunder Bay, Grande Prairie e Prince George; oltre a ciò, l'aerolinea ha fatto un'offerta pubblica iniziale di 2,5 milioni di azioni, aprendo a $10 per azione alla Borsa di Toronto. Nel 2000 Steve Smith, è stato esonerato dal carico di CEO della compagnia aerea in quanto era in disaccordo con gli azionisti e di conseguenza è approdato alla rivale low-cost di Air Canada, Zip. Dopo la partenza di Smith, Clive Beddoe divenne nuovamente amministratore delegato della società, carica che mantenne fino a luglio 2007.

### Espansione domestica: 2000-2003
A seguito dell'acquisto di Canadian Airlines da parte di Air Canada nel 2000, WestJet si è espansa nel Canada orientale, iniziando il servizio nelle città di Hamilton, Ottawa e Moncton dall'Aeroporto internazionale di John C. Munro di Hamilton. Nel 2001 il vettore aereo ha aggiunto alle sue destinazioni le città di Fort McMurray, Comox, Sault Sainte Marie, Greater Sudbury, Thompson e Brandon mentre dal 2002 e il 2003 sono iniziate le rotte verso London, Toronto, Windsor, Montréal, Halifax, St. John's e Gander. Nel 2003 la compagnia aerea ha stipulato un accordo con Air Transat in base al quale i velivoli di WestJet sarebbero stati utilizzati dai due principali tour operator di Transat ovvero World of Vacations e Transat Holidays verso le destinazioni in Messico e nei Caraibi. Questo accordo tra WestJet e Air Transat è stato risolto amichevolmente nel febbraio 2009.

### Espansione internazionale: 2004-2006

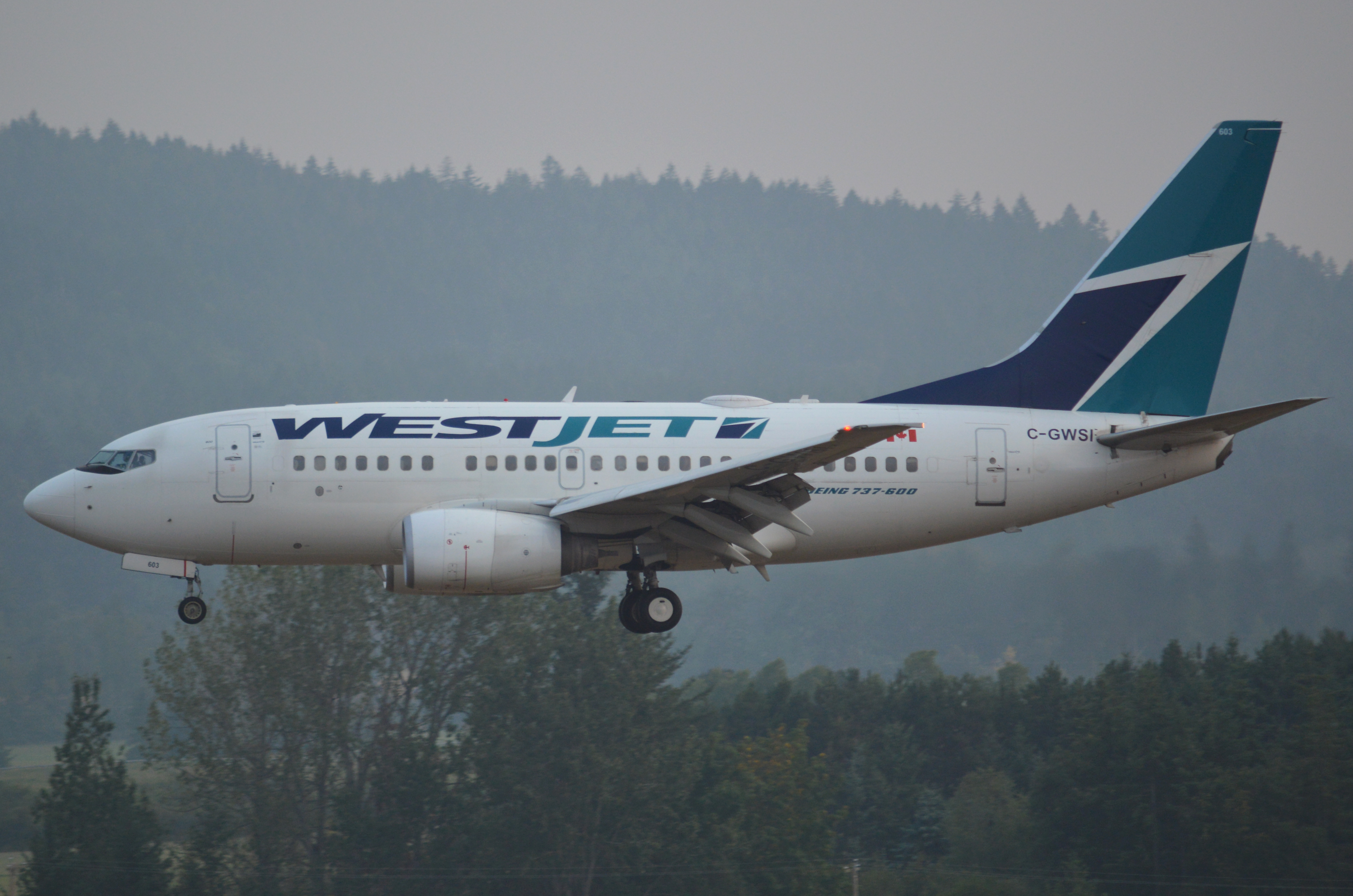
Un Boeing 737-600 di WestJet.

Nel gennaio 2004 la compagnia aerea ha spostato le operazioni di volo dall'Aeroporto internazionale "John C. Munro" di Hamilton all'Aeroporto Internazionale di Toronto-Pearson, inoltre, sono state aggiunte le destinazioni verso San Francisco, Los Angeles, Phoenix, Tampa, Fort Lauderdale, Orlando e New York. Nello stesso anno Air Canada, ha accusato WestJet di spionaggio industriale e ha intentato una causa civile contro il vettore aereo nella corte superiore dell'Ontario. Air Canada ha accusato WestJet di accedere alle informazioni riservate di Air Canada tramite un sito Web privato al fine di ottenere un vantaggio commerciale. Il 29 maggio 2006, WestJet ha ammesso le accuse mosse da Air Canada e ha accettato di pagare 5,5 milioni di dollari in spese legali e di indagine ad Air Canada e di donare 10 milioni di dollari a enti di beneficenza di vari bambini in nome di Air Canada e WestJet. Nel settembre 2006 Sean Durfy ha assunto la carica di presidente di WestJet dal fondatore Clive Beddoe.

### Continua crescita: 2007-2009
Nel 2007 l'aerolinea ha iniziato ad operare verso Saint Lucia, Giamaica, Repubblica Dominicana, Messico e Kona, mentre nello stesso anno WestJet ha annunciato che avrebbe costruito una nuova sede accanto al suo hangar, presso l'aeroporto internazionale di Calgary seguendo la normativa del Leadership in Energy and Environmental Design (LEED). Nel 2008 sono state aggiunte le destinazioni verso ville de Quebec, Yellowknife e Sydney mentre alla fine di aprile 2009, la compagnia aerea ha temporaneamente sospeso il servizio verso alcune delle sue destinazioni in Messico a causa dello scoppio dell'influenza A (H1N1) nel paese. La sospensione del servizio per Cabo San Lucas, Mazatlán e Puerto Vallarta è durata dall'inizio di maggio fino a metà giugno, con il servizio stagionale per Cancún che è stato ripristinato nell'autunno successivo. Inoltre, sempre nello stesso anno, sono state avviate nuove destinazioni verso Atlantic City, Lihue, Miami, Providenciales, St. Maarten, Freeport, Varadero, Holguín, Cayo Coco, Ixtapa e Cozumel.

### Espansione intercontinentale: 2010-2016

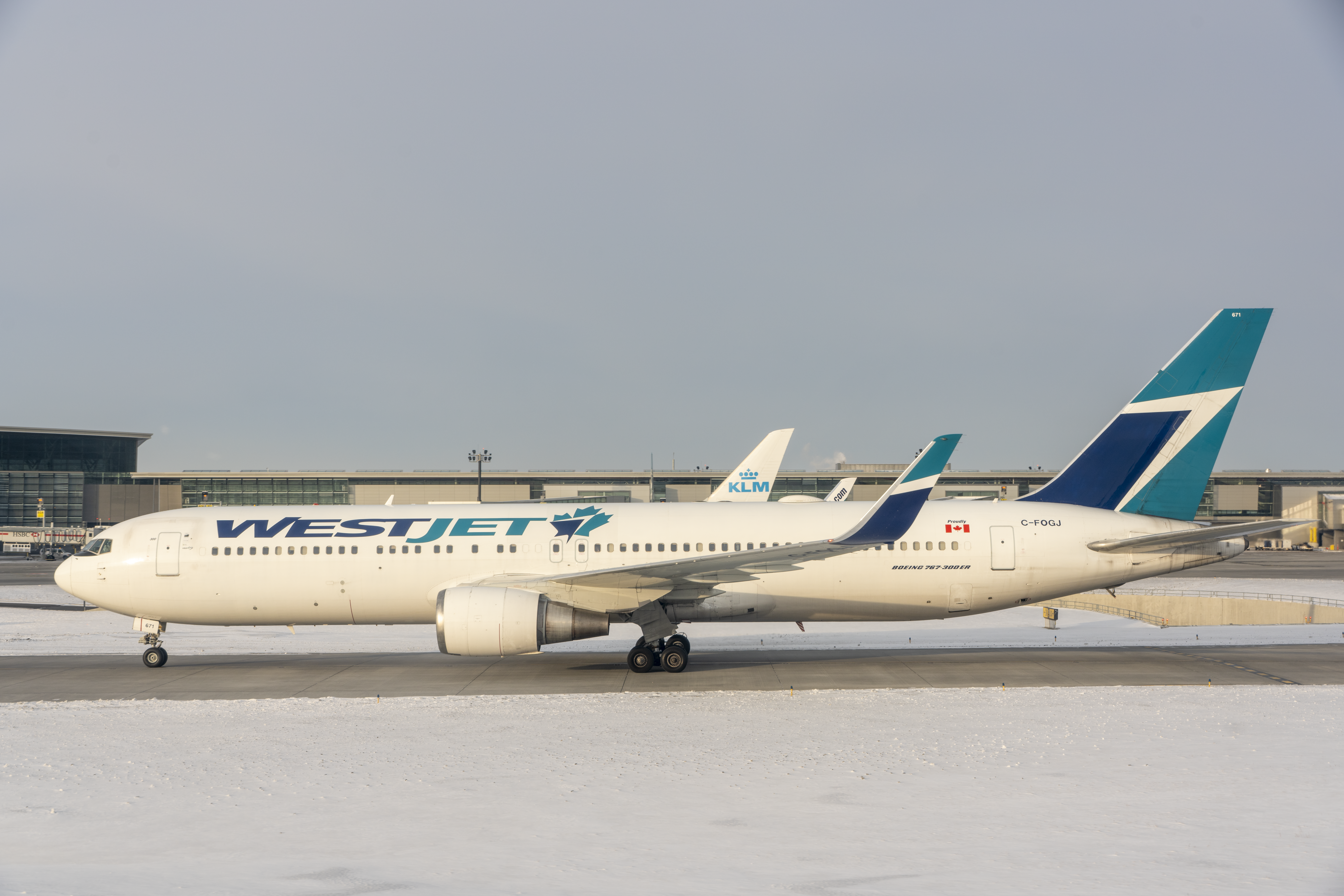
Un Boeing 767-300ER di WestJet.

Nel marzo 2010, Sean Durfy si è dimesso dalla carica di CEO di WestJet, a causa di motivi personali. È stato sostituito da Gregg Saretsky, ex dirigente di Canadian Airlines e Alaska Airlines e precedentemente vicepresidente di WestJet Vacations. Il 15 novembre 2013 il vettore aereo ha annunciato la sua prima destinazione in Europa, da St. John's verso Dublino che sarebbe stata operata da giugno fino a ottobre 2014. Il 7 luglio 2014 WestJet ha annunciato che avrebbe preso quattro aeromobili wide-body e che avrebbero iniziato a volare entro l'autunno del 2015. Inizialmente questi aerei sarebbero serviti sulle rotte stagionali da Alberta verso le Hawaii in accordo con Thomas Cook Airlines che tuttavia terminò nella primavera del 2015. Il 27 agosto dello stesso anno, l'aerolinea ha preso in consegna il primo Boeing 767-300ER mentre nel 2016 sono stati avviati i servizi verso Glasgow e Londra-Gatwick.

### Transizione verso una compagnia aerea full-service: 2017-2019
Nel settembre 2017 WestJet ha annunciato un progetto per entrare nel mercato ultra low-cost, lanciando una nuova compagnia chiamata Swoop. Le operazioni di volo sono iniziate nel 2018, con alcuni Boeing 737 trasferiti da WestJet e riconfigurati con cabine ad alta densità.
Nel 2018 la compagnia aerea, ha annunciato che nel gennaio 2019 sarebbe stato consegnato il primo Boeing 787-9 Dreamliner oltre a ciò, venne dichiarato che sarebbero stati aggiornati i sedili di Premium Economy sui suoi Boeing 737. Il 31 maggio dello stesso anno, è stato inaugurato il volo da Calgary verso Parigi ed è stato annunciato che sarebbe stata aggiornata la livrea e il marchio con l'arrivo dei Boeing 787. Il 13 maggio 2019, WestJet ha annunciato di aver raggiunto un accordo per essere acquistata da Onex Corporation per $5 miliardi di dollari canadesi.

### Pandemia di COVID-19: 2020-presente
Nel 2020 WestJet, a causa della pandemia di COVID-19, ha dovuto affrontare un calo senza precedenti della domanda di voli. Il 17 marzo dello stesso anno, l'aerolinea ha chiuso tutti i voli internazionali e il 24 marzo ha licenziato 6.900 dipendenti, circa la metà di tutto il personale. Tuttavia, grazie ai sussidi federali sui salari, WestJet ha reintegrato temporaneamente 6.400 dipendenti fino al 17 aprile, quando ha annunciato che avrebbe licenziato 1.700 piloti. Il 22 aprile 2020 la compagnia aerea ha licenziato 3.000 dipendenti ed il 24 giugno, ulteriori 3.300 dipendenti sono usciti dalla società. Nell'ambito di un piano di ristrutturazione, l'azienda ha confermato la volontà di mantenere 4.500 dipendenti, rispetto agli oltre 14.000 prima dell'inizio della pandemia.
A causa delle difficoltà economiche, nel 2023 la controllata low-cost Swoop ha terminato le attività, venendo riassorbita da WestJet. Peraltro, ancora nel 2023, è stata costituita l'affiliata WestJet Cargo, dotandola di Boeing 737F. Il 1° maggio veniva acquistata la piena proprietà di Sunwing Airlines.

## Identità aziendale

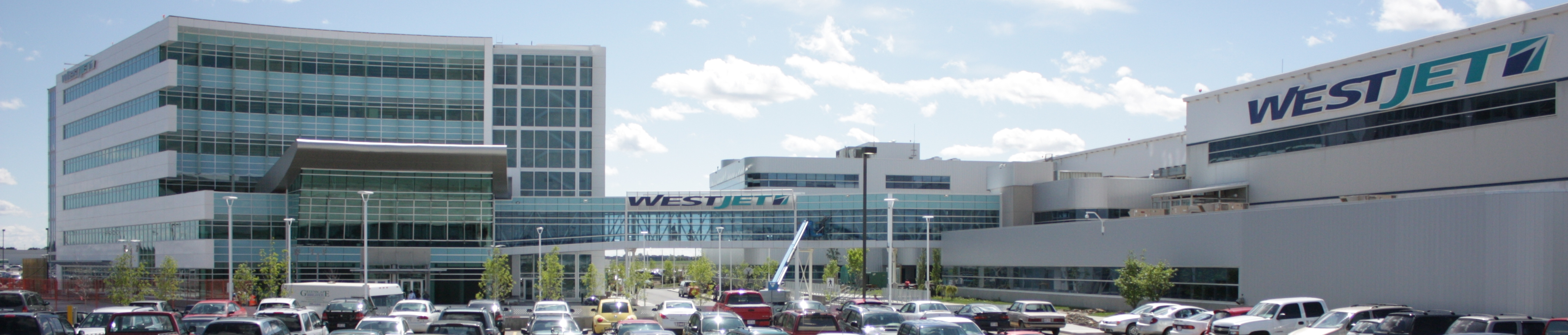
Sede di WestJet.

### Proprietà
WestJet è gestita da WestJet Airlines Ltd., una società privata, costituita e domiciliata in Canada. Le sue azioni sono state quotate in borsa a Toronto (TSX) con il simbolo WJA. A seguito dell'offerta al 100% di Onex Corporation nell'aprile 2019, è emerso che nel giugno 2019 Silchester International Investors era il maggiore azionista di WestJet con il 16,5% del capitale, mentre Letko Brosseau e Associates possedevano il 10% della società. I conti della società madre comprendono varie controllate di proprietà diretta, anch'esse costituite in Canada, tra cui WestJet Vacations Inc., WestJet Encore Ltd. e Swoop.

### Società controllate
- WestJet Encore è la compagnia aerea regionale affiliata, che ha iniziato le operazioni il 24 giugno 2013, con una flotta di aerei Bombardier Q400 per servire le comunità più piccole del Canada. Il 12 giugno dello stesso anno ha ottenuto il certificato di operatore aereo distinto.

- WestJet Link è un marchio commerciale dlanciato il 21 giugno 2018[32] ed è gestito da Pacific Coastal Airlines. Opera dall'Aeroporto Internazionale di Calgary verso le comunità più piccole del Canada utilizzando i Saab 340B[33].

- Swoop è stata una compagnia aerea low-cost affiliata. Annunciata il 27 settembre 2017, ha iniziato le operazioni il 20 giugno 2018 ed ha effettuato l'ultimo volo il 28 ottobre 2023.[34]

### Risultati finanziari
|                                        | 2012   | 2013   | 2014   | 2015   | 2016   | 2017   | 2018   |
| -------------------------------------- | ------ | ------ | ------ | ------ | ------ | ------ | ------ |
| Fatturato (C$m)                        | 3,427  | 3,662  | 3,977  | 4,029  | 4,123  | 4,507  | 4,733  |
| Profitto netto prima delle tasse (C$m) | 242    | 269    | 317    | 368    | 295    | 279    | 91     |
| Numero di dipendenti                   | 7,742  | 8,000  | 8,698  | 9,211  | 9,988  | 11,089 | 11,624 |
| Numero di passeggeri(m)                | 17.4   | 18.5   | 19.7   | 20.3   | 22.0   | 24.1   | 25.5   |
| Load factor passeggeri (%)             | 82.8   | 81.7   | 81.4   | 80.0   | 81.8   | 83.6   | 83.8   |
| Numero di aerei (a fine anno)          | 100    | 113    | 122    | 140    | 153    | 168    | 177    |
| Note                                   | [ 31 ] | [ 31 ] | [ 31 ] | [ 31 ] | [ 31 ] | [ 35 ] | [ 36 ] |

### Logo
Nel corso degli anni WestJet ha utilizzato i seguenti loghi:

1996-2016
2018-presente

## Servizi

### Intrattenimento in volo

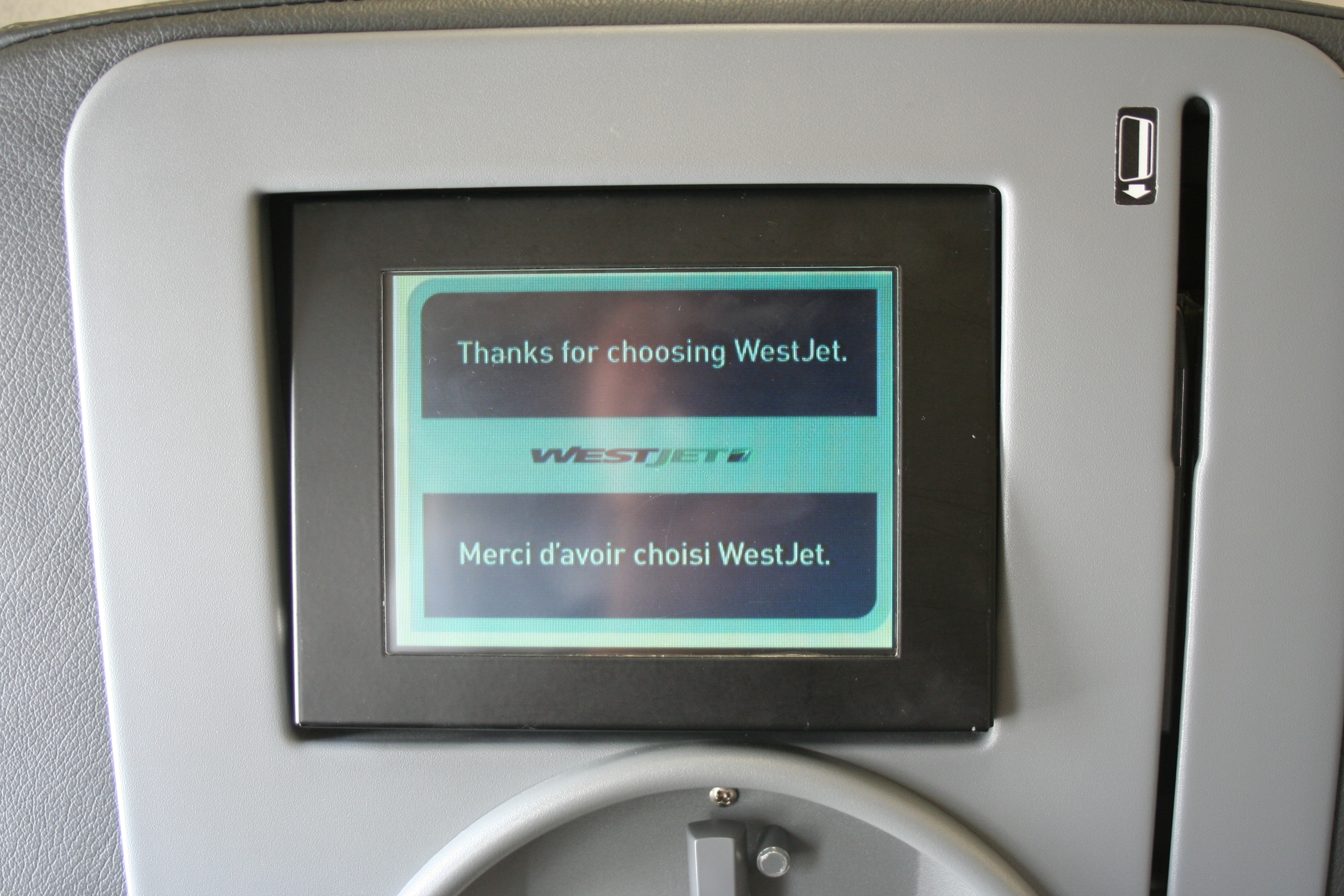
Intrattenimento di bordo sui Boeing 737-600.

I Boeing 737-600 più datati di WestJet, dispongono di un display da 5 pollici che è possibile utilizzare solo sul territorio canadese. Esso dispone di alcuni canali che includono varie notizie, sport e canali per bambini come Global TV, CBC e TSN. Tuttavia questo sistema di intrattenimento, è stato sostituito da un'applicazione con diversi film gratuiti e accesso ad internet a pagamento sui Boeing 737-600, -700, -800, -8 MAX e Boeing 767-300ER. Sui Boeing 787-9 sono disponibili i display LCD con l'accesso a centinaia di programmi televisivi e film, musica, riviste e giochi.

### Cibo e bevande in volo
La compagnia aerea offre sui voli di meno quattro ore, bevande e snack mentre le bevande alcoliche sono disponibili per l'acquisto. Invece, per quanto riguarda i voli di quattro ore e più, vengono offerti bevande e snack in omaggio con la possibilità di acquistare un servizio di pasto a bordo. Per quanto riguarda i Boeing 787-9 vengono offerti snack, un primo pasto e bevande alcoliche.

### Programma fedeltà
Il programma WestJet Rewards ha quattro categorie di abbonamento:
- Teal
- Silver
- Gold
- Platinum

### Lounge
WestJet non gestisce delle proprie sale lounge, ma ha stipulato accordi con fornitori di servizi terzi per fornire l'accesso a pagamento ai clienti e l'accesso gratuito ai soci Gold e Platinum:
- Calgary - Chinook Lounge e Aspire Lounge
- Edmonton - Plaza Premium Lounge e Plaza Premium Lounge
- Kingston, Jamaica - Club Kingston
- London - My Lounge e No1 Lounge
- Montego Bay, Jamaica - Club MoBay
- Montréal - National Bank World MasterCard Lounge
- Ville de Quebec - V.I.P. Lounge
- Toronto - Plaza Premium Lounge, Plaza Premium Lounge e Plaza Premium Lounge
- Vancouver - Plaza Premium Lounge, Plaza Premium Lounge, Plaza Premium Lounge e Plaza Premium
- Winnipeg - Plaza Premium Lounge

## Cabina

### Economy
La classe economica varia a seconda del tipo di aeromobile:
- Sul Boeing 787-9, i sedili in economia hanno un passo di 31" e sono offerti in una configurazione 3-3-3. I pasti caldi e le bevande alcoliche sono inclusi quando si vola a livello internazionale.
- Sul Boeing 767-300ER, i sedili in economica hanno un passo di 31" e sono offerti in una configurazione 2-3-2. Bevande analcoliche e snack gratuiti sono inclusi.
- Sui Boeing 737, i sedili in economica hanno un passo di 31"-34" e sono offerti in una configurazione 3-3. Bevande analcoliche e snack gratuiti sono inclusi.

### Premium Economy
La classe economica premium varia a seconda del tipo di aeromobile:
- Sul Boeing 787-9, i sedili in economica premium hanno un passo maggiore e sono offerti in una configurazione 2-3-2. I pasti caldi e le bevande alcoliche sono inclusi quando si vola a livello internazionale, inoltre è disponibile un'area sociale self-service. Sui voli internazionali viene fornito un kit di servizi.
- Sul Boeing 767-300ER, i sedili in economica premium hanno un passo maggiore e sono offerti in una configurazione 2-2-2. I pasti caldi e le bevande alcoliche sono inclusi quando si vola a livello internazionale. Sui voli internazionali viene fornito un kit di servizi.
- Sul Boeing 737-8 MAX, i sedili in economica premium hanno un passo maggiore e sono offerti in una configurazione 2-2. I pasti caldi e le bevande alcoliche sono inclusi quando si vola a livello internazionale
- Sui Boeing 737-600, -700 e -800, i sedili in economica premium sono offerti in una configurazione 2-2. o 3-3 con il posto centrale bloccato. I pasti caldi e le bevande alcoliche sono inclusi quando si vola a livello internazionale

### Business
La classe business varia a seconda del tipo di aeromobile:
- Sul Boeing 787-9, i sedili in business sono offerti in una configurazione 1-2-1. I pasti caldi e le bevande alcoliche sono inclusi su richiesta. Sui voli internazionali viene fornito un kit di servizi.

## Flotta

### Flotta attuale

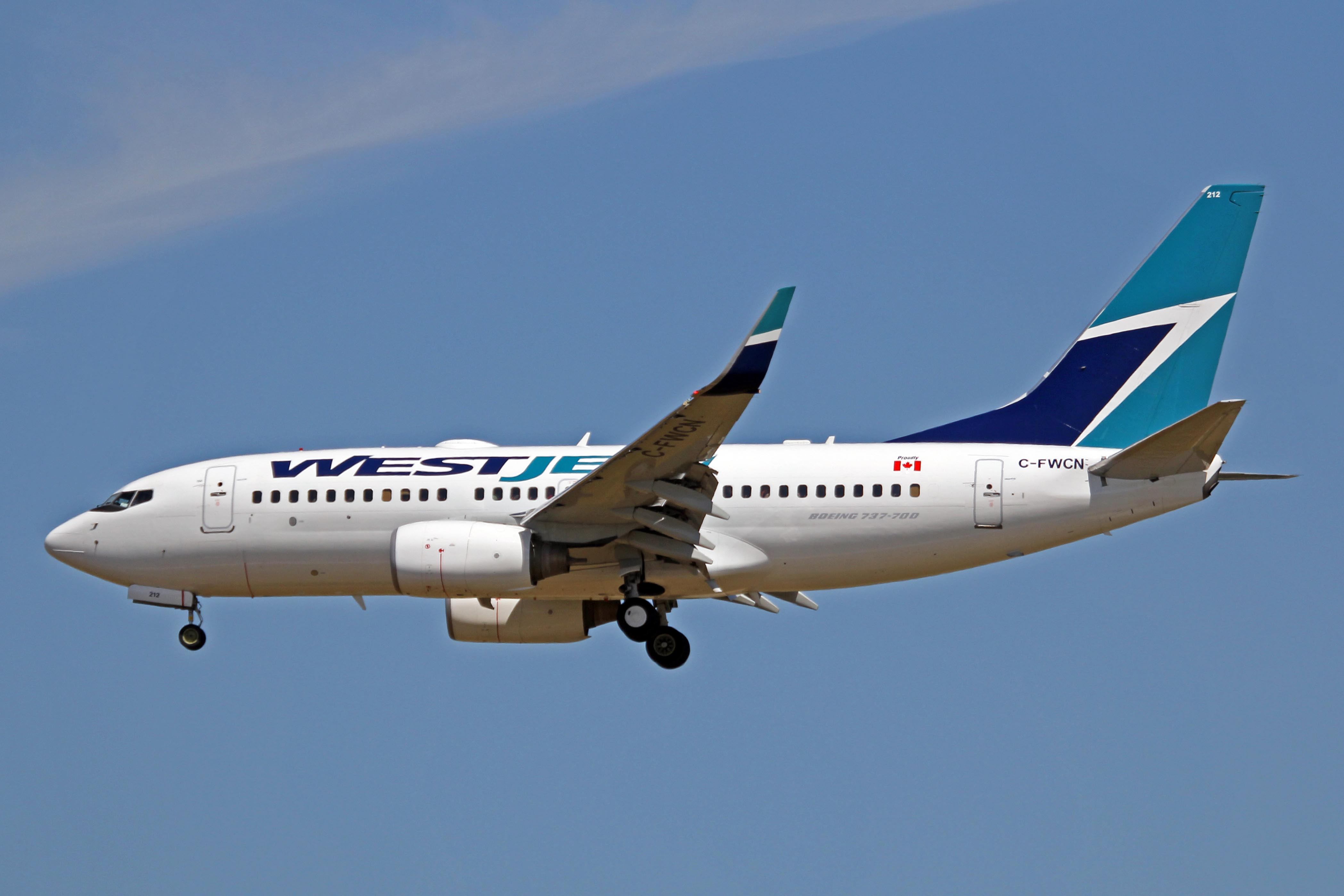
Un Boeing 737-700 nella vecchia livrea.

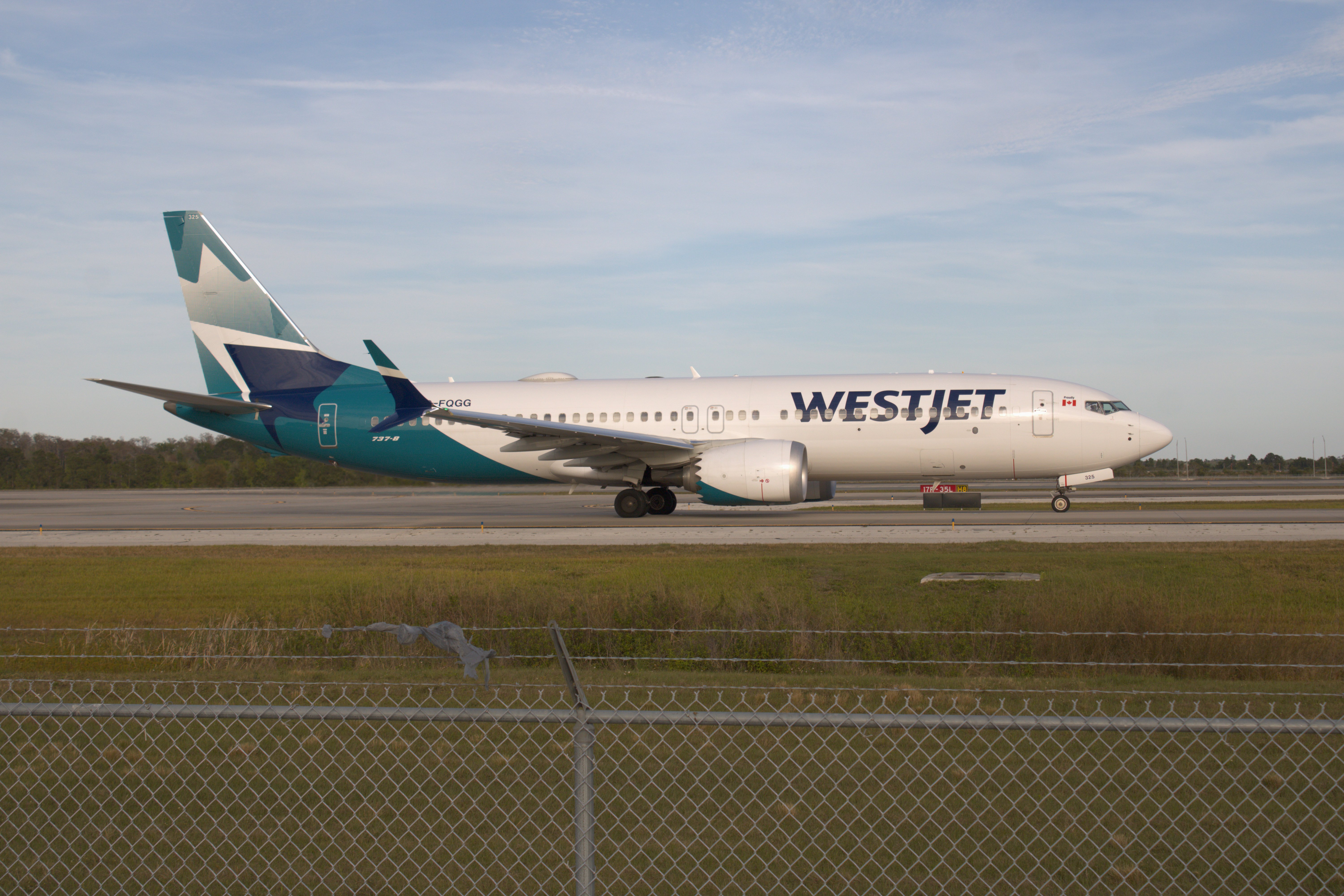
Un Boeing 737 MAX 8.

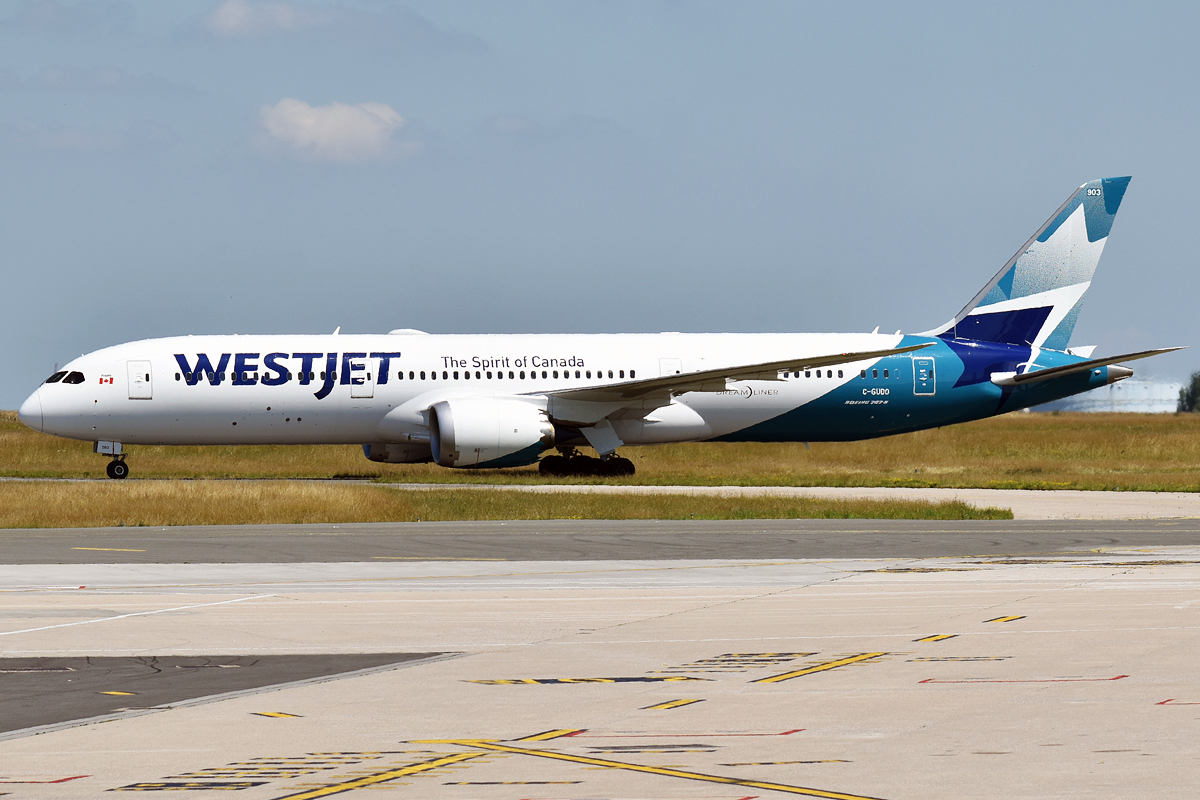
Un Boeing 787-9.

A settembre 2024 la flotta di WestJet è così composta:

### Flotta storica

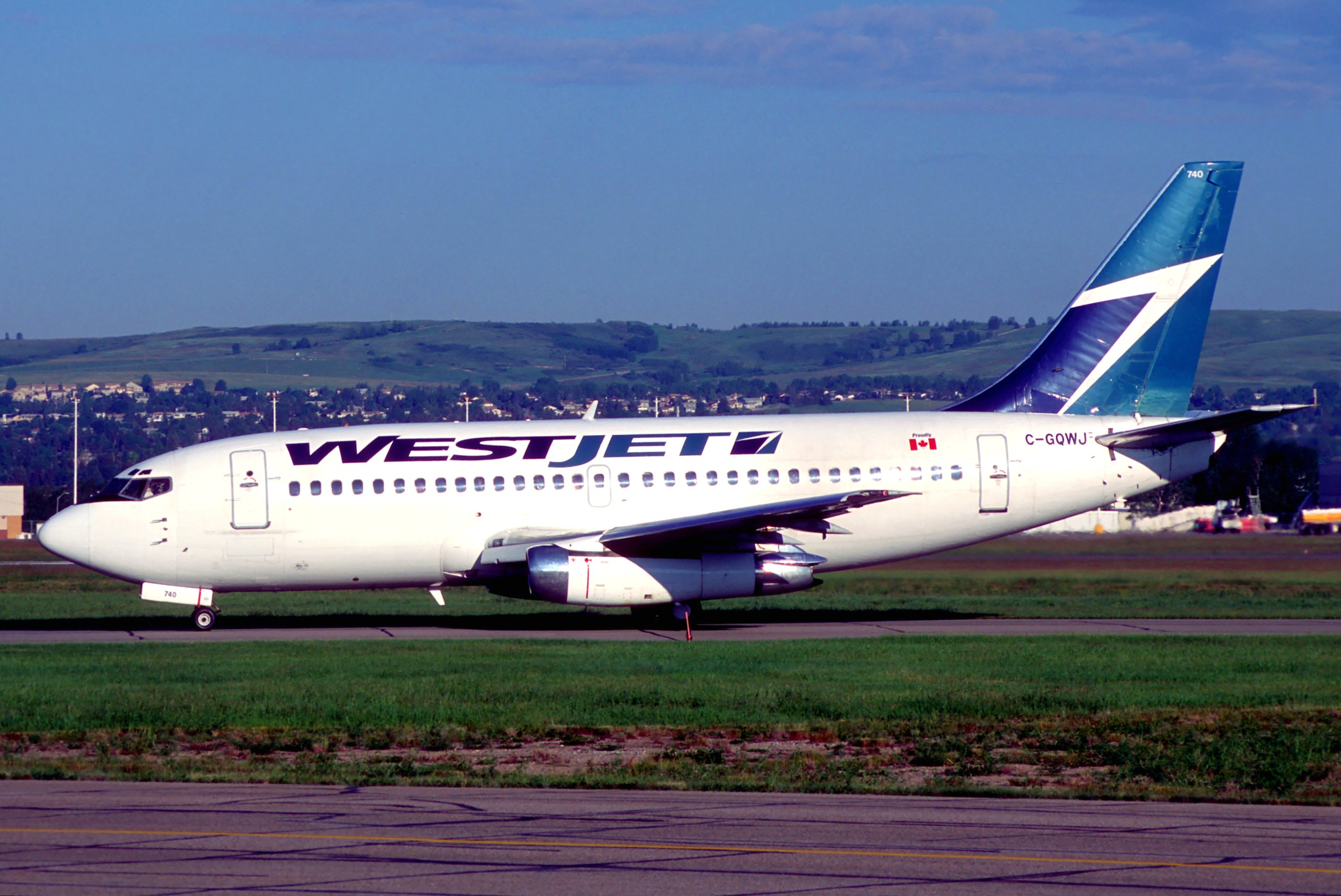
Un Boeing 737-200.

WestJet operava in precedenza con i seguenti aeromobili: